# Vilanant
Vilanant és un municipi de Catalunya, a la comarca de l'Alt Empordà, a l'oest de la ciutat de Figueres, de la qual dista poc més de 6 km. Des de 2012, l'alcaldessa és Anna Palet Vilaplana.

## Geografia
- Llista de topònims de Vilanant (muntanyes, serres, collades, indrets…; rius, fonts…; cases, masies, esglésies, etc).

Limita al N amb Llers, a l'E amb Avinyonet de Puigventós, al S amb Borrassà i Navata i a l'O amb Cistella. Una bona part del terme municipal té una geografia accidentada per les serres de l'Illa i de Coll de Jou. El sector meridional del terme és travessat pel riu Manol, a la vora del qual és on té les terres de conreu. El terme també és drenat pel Rissec, la riera del Mas Rodella i la de Cistella, tots afluents del Manol.
L'economia es fonamenta en l'agricultura (cereals, llegums, farratges per al bestiar, hortalisses), la ramaderia (porcs, vedells, ovelles, aviram) i, darrerament, també en el sector de la construcció. Hi ha pedreres de marbre roig a Mas Genover. Les antigues explotacions d'olivera (que alimentaven molts trulls) i de vinya s'han anat abandonant. El mercat principal és al cap de comarca, Figueres. Alguns masos ofereixen serveis de turisme rural i de restaurant.
Compta amb un col·legi públic, un dispensari mèdic i un poliesportiu.
Forma part del Consorci Salines Bassegoda.

## Entitats de població
| 1497 | 1515 | 1553 | 1787 | 1887 | 1900 | 1920 | 1950 | 1970 | 2010 | 2024 |
| 27   | 31   | 28   | 391  | 582  | 538  | 534  | 406  | 403  | 363  | 402  |

| Entitat de població | Habitants (2023) |
| Vilanant            | 359              |
| Taravaus            | 51               |
| Font: Idescat       |                  |

Els dos antics termes municipals de Vilanant i de Taravaus, fusionats des de 1996 i representats com a conjunts a la taula anterior, integren una part de població dispersa que habita als següents veïnats:
De Vilanant:
- Raval de les Cases Noves, al nord-est i molt a prop del poble, dels segles xix-xx (27 h el 1991).
- Veïnat de Coquells, de masies disperses, al nord-oest del terme (35 h el 1991).
- Veïnat de Ca l'Almar, de masies disperses, al nord del poble (14 h el 1970).
- Veïnat de Sant Jaume dels Solers (o dels Verders), al sud-oest, a la vall del riu Manol (23 h el 1991).
- Veïnat de Can Nebot, al sud, a l ☢ 
Modifica

Vista del balcó de l'Ajuntament de Vilanant amb una antiga llinda fent de muntant, 1.jpg a vall del Manol (12 h el 1991).
De Taravaus:
- Veïnat de Mas Safont, al sud del terme.
- Veïnat de Corts, al sud del terme.

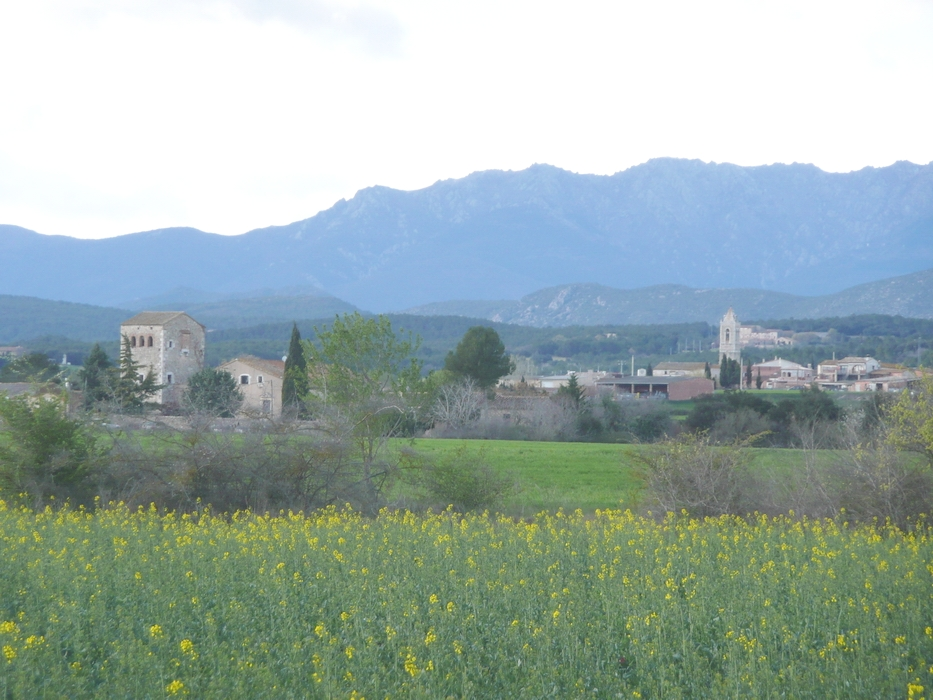
Vilanant i Ca l'Arrufat
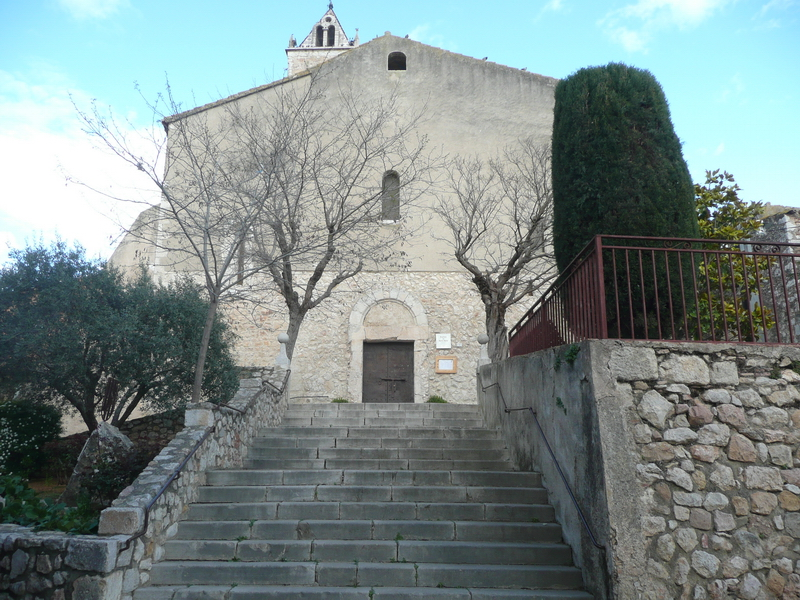
Santa Maria de Vilanant
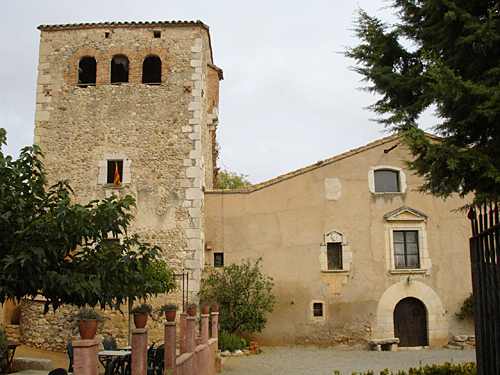
Ca l'Arrufat

## Història
Vilanant va formar part del comtat de Besalú (fins a 1111), de la sotsvegueria de Besalú (fins a 1716) i del corregiment de Girona (1716-1833). Del domini reial va passar als Palau (progressivament, entre 1359 i 1363) i als seus hereus successius (els Vallgornera, els Salbà, creats marquesos de Vilanant el 1682, els Ponts de Mendoza, comtes de Robres, els Abarca de Bolea, comtes d'Aranda, i els Silva, ducs d'Híxar) fins a l'extinció de les senyories feudals al segle xix.

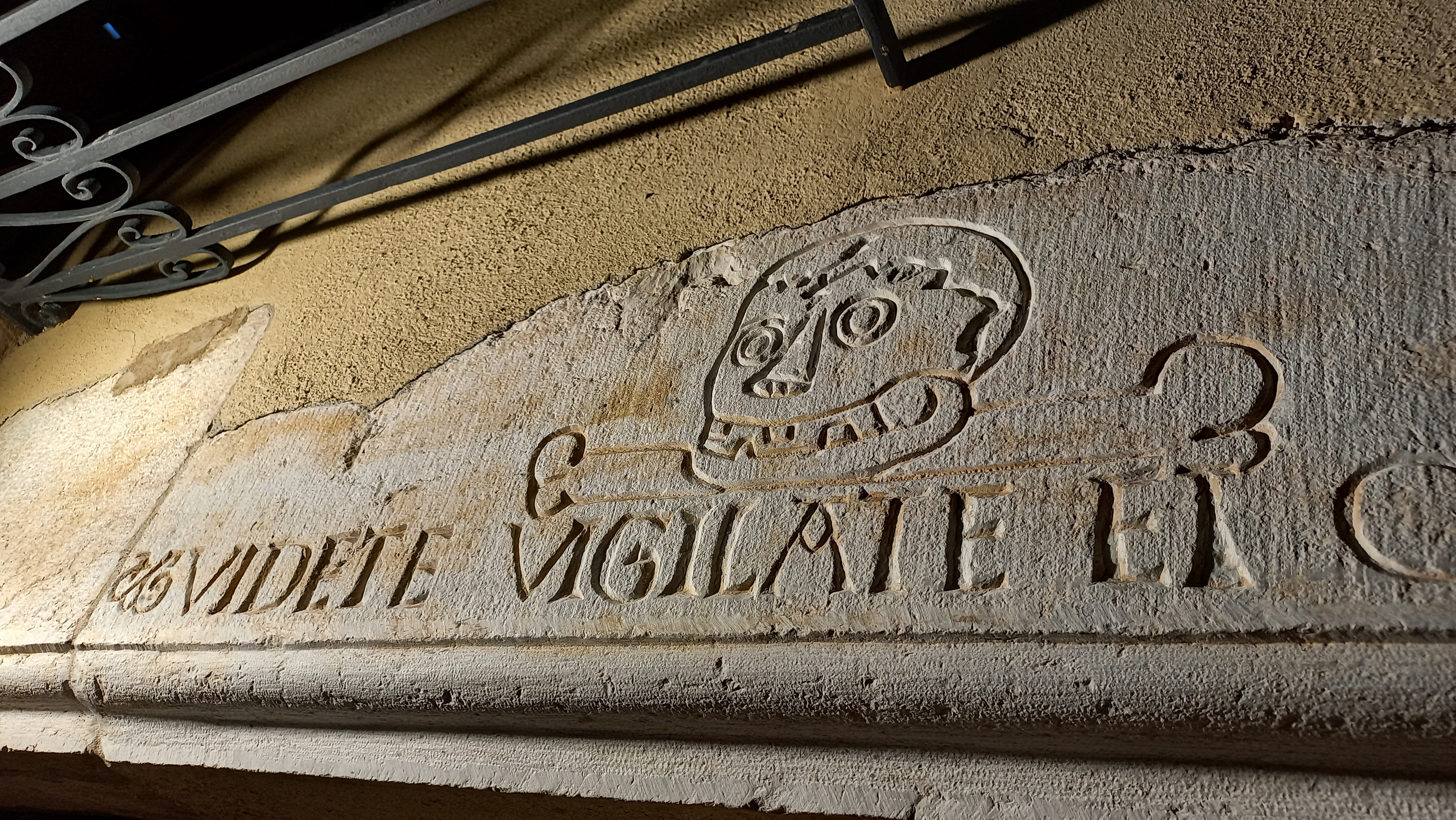
Vista de l'antiga llinda de la rectoria de Vilanant, amb una inscripció en llatí "Videte, vigilate et orate", que s'ha reutilitzat com a muntant exterior de la porta del balcó de l'ajuntament de Vilanant.

La fil·loxera provocà, en part, una greu crisi demogràfica a finals del segle xix, que s'ha mantingut durant un segle. Des de finals del segle xx s'ha iniciat una lenta recuperació, afavorida per la instal·lació de nous residents.

### Cronologia

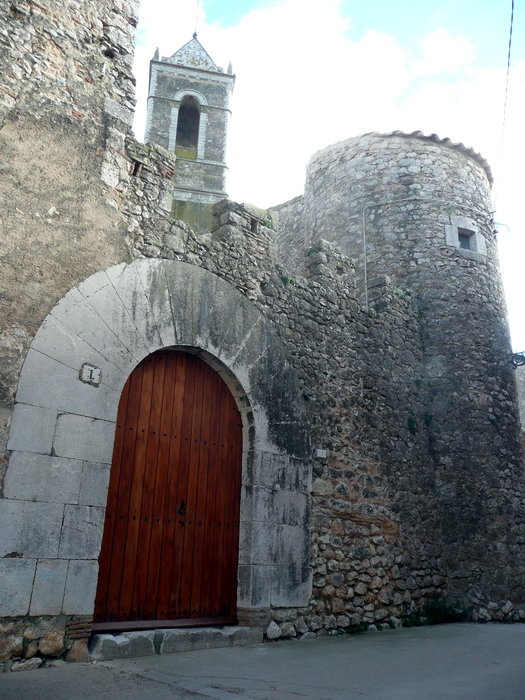
Cal Llossaire

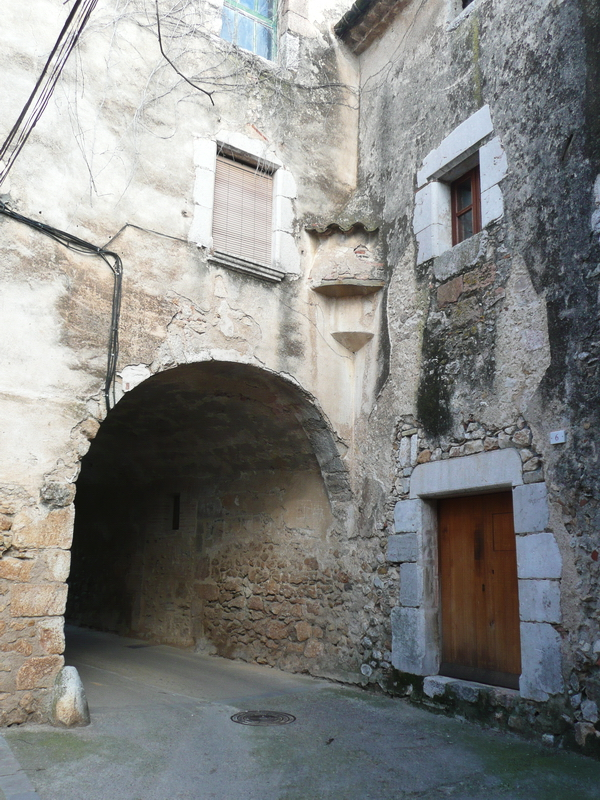
Volta Can Pere Ferrer

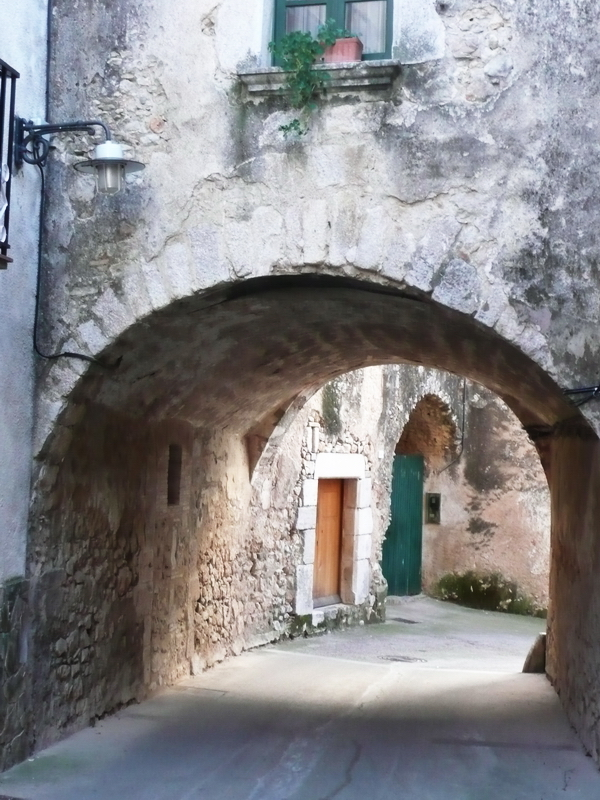
Volta Can Pere Ferrer

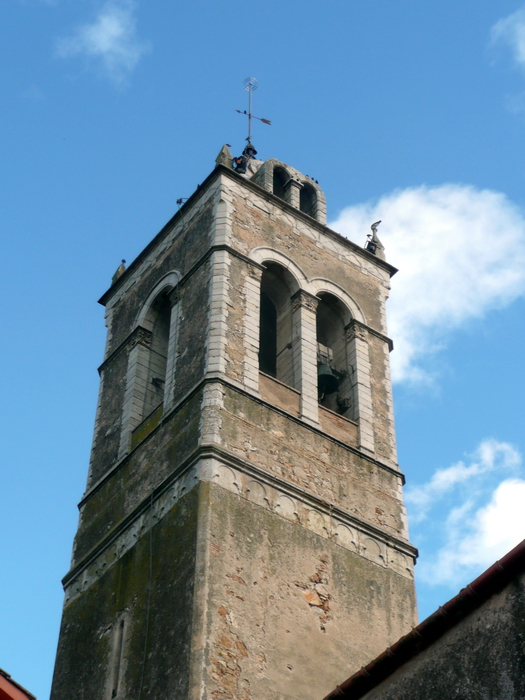
Campanar

- 2400-1800 aC. Datació d'una destral plana de bronze, que és el testimoni més antic de la presència de l'espècie humana a l'actual terme de Vilanant.
- 966. Apareix escrit per primera vegada el nom de Vilanant (en llatí, Villa Avondant) en el testament del comte Sunifred II de Besalú. Deixa l'alou que hi tenia al monestir de Banyoles.[2]
- 1017. El papa Benet VIII confirma les possessions del monestir de Banyoles, entre les quals l'alou de Vilanant.
- 1018. L'església parroquial de Santa Maria és citada per primera vegada, en l'acta d'un judici celebrat a Besalú davant del comte Bernat Tallaferro. Aquest mateix document també esmenta la capella de Sant Joan que estava situada davant de la façana del temple parroquial i en la qual es veneraven unes relíquies del sant.
- 1289. El cavaller Bernat de Soler presta homenatge al bisbe de Girona per la tercera part del delme de la parròquia de Vilanant, que tenia per ell l'hereu de Bernat de Palau.
- 1290. El poble, que depenia directament de l'autoritat del rei, és incorporat a la batllia reial de Figueres, demarcació que s'acabava de crear.
- 1314. Apareix citat el mas de Bernat Isarn, el primer de Vilanant que transcendeix a la documentació conservada.
- 1359. Un fogatge atribueix a Vilanant 37 focs o llars, uns 141 habitants.
- 1359. El rei Pere III, mancat de diners, es ven una part de la jurisdicció de Vilanant (Vilahonant) a Berenguer de Palau, senyor del veí castell de Palau-surroca.
- 1363. El mateix rei es ven la resta dels drets senyorials sobre el poble a Ramon de Palau, fill de Berenguer de Palau. La corona perd definitivament el domini directe que tenia sobre la població.
- 1497. El nombre de focs o llars havia baixat a 27.
- 1525. La senyoria del poble passa per dot matrimonial dels Palau als Vallgornera.
- 1561. Benet de Vallgornera fa edificar el castell-palau de la població (actualment, Cal Llossaire).
- 1562. Sant Salvador de Coquells és citat com a priorat depenent del priorat de Santa Maria de Lladó.
- 1594. Els vilanencs perderen un judici contra Cipió de Vallgornera referent a la dècima de les olives.
- 1682. El rei Carles II concedeix el títol de marquès de Vilanant a Miquel de Salbà i de Vallgornera.
- 1724. Reconstrucció de la capella de Sant Jaume dels Verders (o dels Solers).
- 1735. Construcció de Can Genover.
- 1771. Construcció de la capella de Sant Joan de Can Genover.
- 1782-1792. Es construeix la capella de Sant Narcís de l'església de Sant Feliu de Girona amb les columnes i d'altres elements fets amb marbre roig de les pedreres del Mas Genover, de Vilanant.
- 1787. Segons el cens del comte de Floridablanca hi havia 391 habitants.
- 1794. Durant la Guerra Gran, el poble és saquejat pels francesos, moltes cases foren destruïdes i moltes persones assassinades.
- 1864. Primer intent de constituir una associació de socors mutus.
- 1870. Es crea l'"Associació de Caritat Recíproca"
- 1870. Una forta tramuntanada feu caure l'Arbre de la Llibertat que hi havia a la plaça.
- 1872. Durant la Tercera Guerra Carlina fou construïda una fortificació que fou enderrocada en acabar el conflicte. Molts veïns del poble lluitaren al costat de l'exèrcit carlí.
- 1879-1881. Es construeix l'actual campanar, sobre el qual s'instal·là, l'any 1884, un dels primers parallamps que hi hagué a Catalunya.
- 1902. Fundació de l'associació de socors mutus "La Unión Cristiana".
- 1916. Constitució de l'entitat recreativa "L'Aurora Vilanenca"
- 1922. Primera festa d'homenatge a la vellesa amb assistència d'Antoni Serrat, habitant al mas Rodella que tenia 106 anys.
- 1925. Instal·lació del corrent elèctric.
- 1926. Inauguració de l'actual edifici escolar.
- 1936. En els primers dies de la Guerra Civil l'església parroquial és incendiada i el rector assassinat.
- 1956. Una forta glaçada mata gairebé totes les oliveres del poble i deixà erm el paratge de la Garriga.
- 1960. Instal·lació del telèfon.
- 1969. Segona festa d'homenatge a la vellesa.
- 1970. Es comencen a posar al descobert els paraments preromànics de l'església parroquial.
- 1978. Es construeix la xarxa d'aigua potable i de clavegueram.
- 1991. Inauguració del nou enllumenat públic.
- 1996. L'antic poble de Taravaus, que des del 1969 formava part del municipi de Navata, fou incorporat al de Vilanant.[3]
- 1999. Inauguració del local social del poble.

## Escut d'armes
El blasó de Vilanant és un escut caironat truncat, amb el primer de sinople i el segon d'or. Per timbre porta una corona de marquès. Fou aprovat el 9 de juny de 1993.

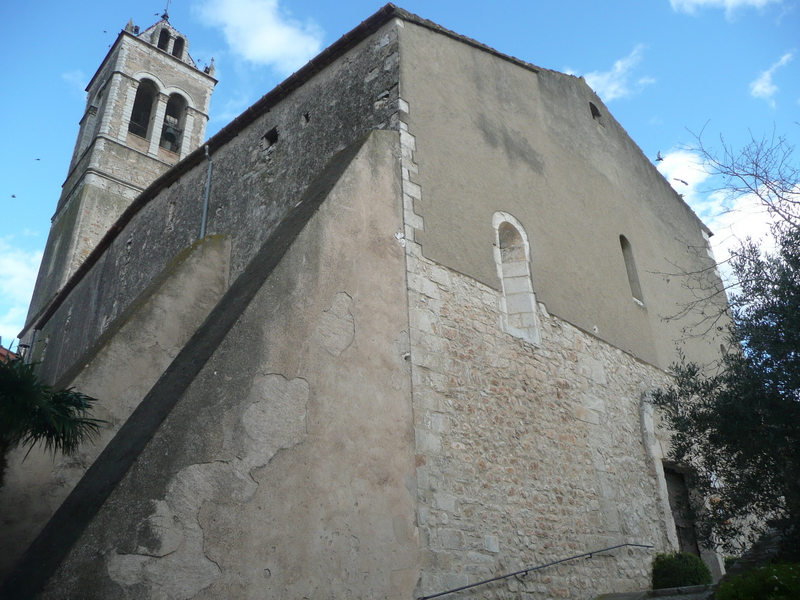
Santa Maria de Vilanant
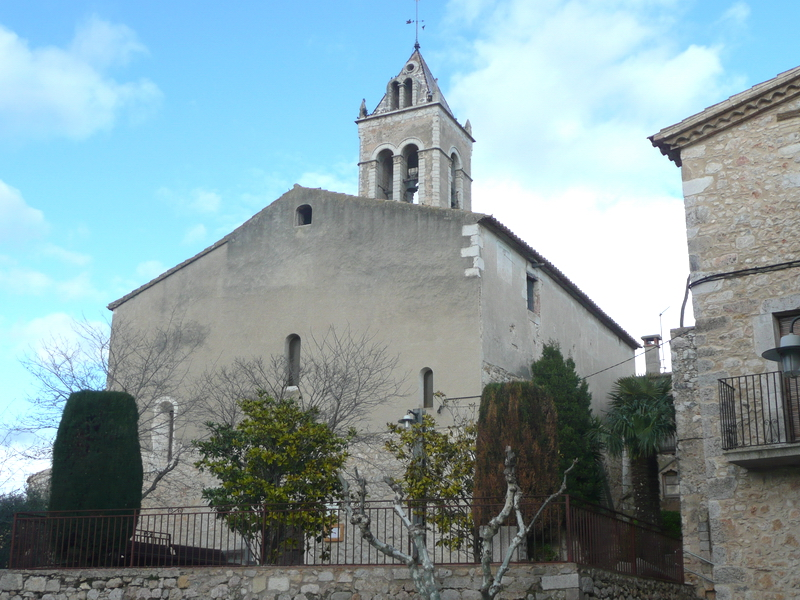
Santa Maria de Vilanant
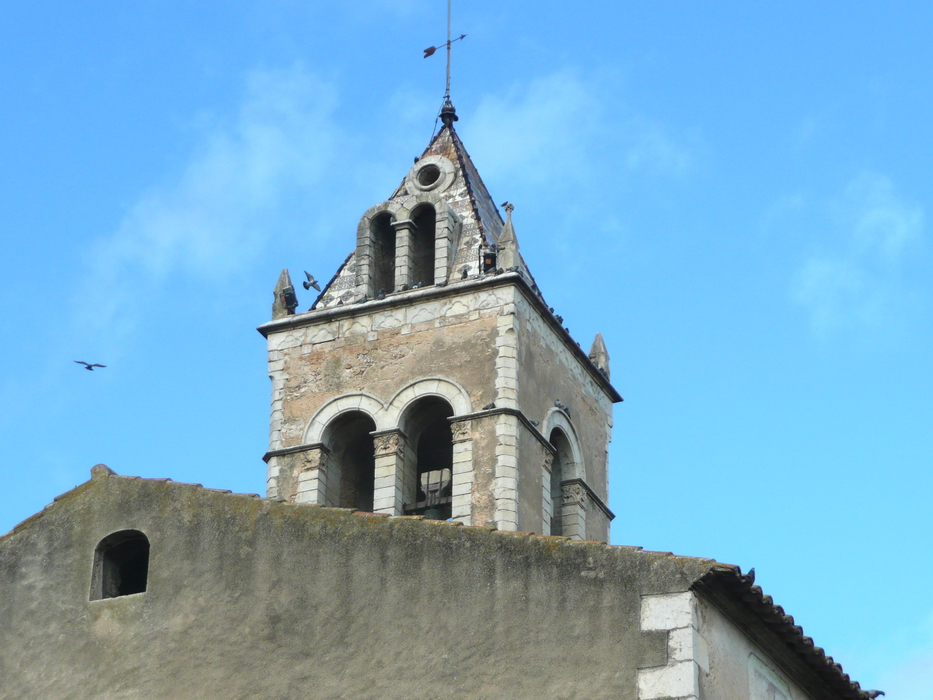
Campanar

## Llocs d'interès

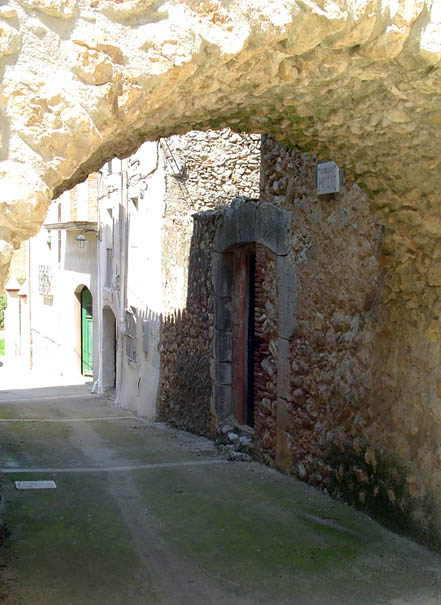
Carrer de Vilanant

Vilanant té un nucli antic de gran bellesa dels segles xvii i xviii, amb cases reconstruïdes i ben mantingudes. Al terme municipal destaquen els següents edificis i indrets singulars:
- Església de Santa Maria de Vilanant, d'origen preromànic, documentada l'any 1018, amb importants i interessants reformes posteriors.
- Cal Llossaire, antic castell-palau dels senyors de Vilanant, del segle xvi.
- Capella de Sant Sebastià, del segle xvii, actualment és la seu de l'Ajuntament.
- Capella de Sant Jaume dels Verders (o dels Solers), originalment del segle xi i reconstruïda totalment al Segle XVIII.
- Ermita de Sant Salvador de Coquells, antic priorat, del segle xi.
- Can Genover, gran masia del segle xviii, amb una capella adossada dedicada a Sant Joan.
- Castell d'Escales (o del Soler o Solers), dit popularment dels Moros, del segle xii.
- Alzinar del mas Nebot, amb alzines monumentals centenàries catalogades.
- Església de Sant Martí de Taravaus, del segle xiii i consagrada el 1321, d'un romànic popular tardà amb modificacions posteriors.
- Ca l'Arrufat, masia senyorial fortificada dels segles xvi-xvii.
- Can Farigola, masia fortificada dels segles xvi-xvii.
- Mas Safont, gran masia del segle xvi.

## Vilanencs il·lustres
- Fèlix Genover (Figueres, segle xvii - Poblet o Barcelona, c. 1748), abat de Poblet. Fou batejat a Vilanant, d'on procedia la família.
- Pere Ricart (Vilanant, 1836 - 1921), missioner dominicà.
- Joan Sibecas i Cabanyó (Vilanant, 1928 - Avinyonet de Puigventós, 1969), pintor i gravador.

## Toponímia
| Orografia Aigües Mortes els Cardenals Coma Forcada les Garrigues Pla de la Creu Pla de Mas Palau Pla d'en Vinyes Pla de Taravaus Serra de Coll de Jou Serra de l'Illa la Tribana | Hidrografia el Manol el Regaró el Reguissol el Rissec rec de Cistella rec de Vilanant riera de Mas Rodella Àrees Coquells Ca l'Almar Taravaus | Masos Ca l'Almar Ca l'Alegret Ca l'Arrufat Mas Canela Mas Casals Les Cases Noves de Baix El Casot Can Claveguera La Cloquella Mas Coquells Cal Cuc Can Farigola | Can Garcia Pajuelo Can Garriga Can Gelart Can Genover Can Guilla Mas Jonquer Can Llavanera Mas Llobet Can Mitgeres Mas Molar Mas Molí d'en Nebot Can Nebot | Mas Nou Can Palau Can Piferrer Can Prim Mas Puig Can Pujades La Riba Mas Ribalta Mas Rodeja Mas Rodella Mas Sabater Mas Safont | Mas Sastre Can Tapioles Can Tarascó La Teulera Can Valentí Mas Vermell Mas Xibeques Mas Gelat |

## Publicacions
Municipals

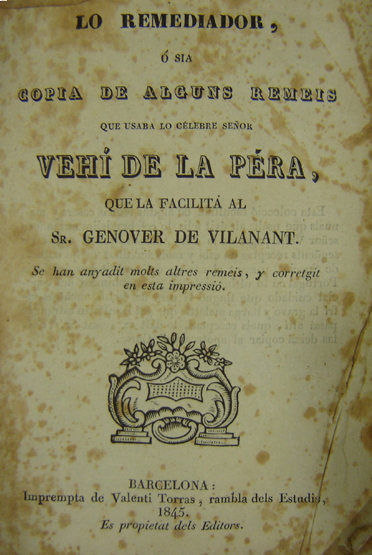
Portada de Lo Remediador (1845)

- El Campaner: Butlletí Municipal de Vilanant i Taravaus, quadrimestral (des de juliol de 2004).

Relacionades amb Vilanant
- Lo Remediador, ó sia copia de alguns remeis que usaba lo célebre señor Vehí de la Péra, que la facilitá al Sr. Genover de Vilanant. Se han anyadit molts altres remeis, y corretgit en esta impressió Arxivat 2008-04-04 a Wayback Machine., Barcelona, Impr. de Valentí Torras, 1845. La primera edició (perduda) sembla datar de la mateixa primera meitat del segle xix. S'imprimí novament durant la dècada de 1850, vers 1860 i el 1898.